# Le Beau Lac
Pour les articles homonymes, voir Lebeau.
Le Beau Lac (en anglais : Beau Lake) est un plan d'eau douce dans l’axe Nord-Sud traversé par la rivière Saint-François. Le centre du lac constitue la limite entre le :
- Maine (États-Unis) : North Maine Woods, comté d’Aroostook, Big Twenty, township T20 R11 & R12 Wels (partie Nord de la rive Ouest du lac) et T19 R11 Wels;
- Québec (Canada : région administrative du Bas-Saint-Laurent, municipalité régionale de comté (MRC) de Témiscouata, municipalité de Rivière-Bleue.

Ce lac est situé entièrement en zone forestière. Dans l’histoire, la principale activité économique a été l’exploitation forestière. Depuis le milieu du XXe siècle, la villégiature et les activités récréotouristiques se sont développées. Ce lac est renommé notamment pour la pêche et la navigation de plaisance notamment à cause de son paysage montagneux.
Du côté du Maine, une route forestière longe la rive Ouest du lac, tandis que du côté du Québec, quelques dizaines de chalets sont desservis par une route d’accès pour la moitié Nord du lac.

## Géographie
Ce lac est constitué par un élargissement de la rivière Saint-François. Ce lac est emmuré par des falaises escarpées du :
- côté Ouest (Maine) dans le canton T19 R11 Wels dont les sommets de montagne varient entre 329 m et 487 m en altitude;
- Côté Est (Québec) dans la municipalité de Rivière-Bleue avec des sommets de montagne atteignant jusqu’à 516 m.

Ce lac est alimenté par la décharge de la rivière Saint-François (venant du Nord) et par le ruisseau de la Coulée creuse (venant de l’Est). Ce lac se décharge par le Sud par la continuité de la rivière Saint-François.
L'embouchure du "Le Beau Lac" est située au fond de la pointe Sud du lac, soit à la limite du Québec et du Nouveau-Brunswick.

## Toponyme
Le toponyme "Le Beau Lac" a été officialisé le 5 décembre 1968 à la Commission de toponymie du Québec,.